# King of Prussia
King of Prussia est une census-designated place située dans l'Upper Merion Township, dans le comté de Montgomery, en Pennsylvanie, aux États-Unis. Sa population était de 18 511 habitants en 2000. La communauté doit son nom à une taverne qui y était située au XVIIIe siècle, « The King of Prussia Inn », nommée en l'honneur de Frédéric II de Prusse, roi de Prusse. King of Prussia héberge le plus vaste centre commercial de l'Union, le King of Prussia Mall. C'est aussi le siège de la région I de la NRC (Nuclear Regulatory Commission).

## Géographie
Selon le Bureau du recensement des États-Unis, le CDP s'étend 21,9 km2, soit : 21,8 km2 de terre et 0,2 km2 de plans d'eau représentant 0,83 % de la superficie totale.
King of Prussia a eu un rôle de carrefour durant toute l'histoire des États-Unis. Elle est aujourd'hui le point de jonction ou de passage de plusieurs autoroutes importantes, dont la Schuylkill Expressway (Interstate 76), la Pennsylvania Turnpike, la U.S. Route 422 et la U.S. Route 202.
L'aéroport de King of Prussia est Stouffers Heliport (code AITA : KPD).